# Fiesta (roman)
„Fiesta” (în engleză The Sun Also Rises) este un roman din 1926 al scriitorului american Ernest Hemingway.